# Eftimis Kuluris
Eftimios (Eftimis) Kuluris, Efthymios Koulouris (gr. Ευθύμιος (Ευθύμης) Κουλούρης; ur. 6 marca 1996 w Skidrze) – grecki piłkarz, występujący na pozycji napastnika, od 2023 w polskim klubie Pogoń Szczecin. Król strzelców Ekstraklasy w sezonie 2024/2025.

## Kariera klubowa
Jest wychowankiem salonickiego PAOK FC. Do kadry pierwszego zespołu dołączył w 2014 roku. W rozgrywkach Superleague Ellada zadebiutował 16 lutego 2014 w przegranym 1:2 meczu z Asterasem Tripolis. Do gry wszedł w 81. minucie, zmieniając Danny’ego Hoesena. Od 31 sierpnia 2015 do 31 maja 2016 przebywał na wypożyczeniu w cypryjskim Anorthosisie Famagusta. W tym czasie w lidze cypryjskiej rozegrał 21 meczów i strzelił 6 goli. 4 lipca 2018 został wypożyczony na rok do ateńskiego PAE Atromitos. Po zakończeniu wypożyczenia został piłkarzem francuskiego Toulouse FC.
1 lipca 2023 został piłkarzem polskiego klubu Pogoń Szczecin. Zadebiutował w nim 21 lipca 2023, w meczu pierwszej kolejki Ekstraklasy, w którym zdobył jedynego gola w wygranym pojedynku przeciwko Warcie Poznań. W sezonie 2024/2025 został królem strzelców Ekstraklasy zdobywając 28 goli.

## Kariera reprezentacyjna
W reprezentacji Grecji zadebiutował 23 marca 2018 w przegranym 0:1 towarzyskim meczu ze Szwajcarią. Grał w nim od 73. minuty, po zastąpieniu Konstandinosa Mitroglu.

## Życie prywatne
W czerwcu 2024 roku wziął ślub z Kallią Garga. W lipcu 2025 roku spodziewają się dziecka.